# Rosspirtprom
Rosspirtprom (Russisch: Росспиртпром; "Russische alcoholproductie") is de grootste alcoholproducent van Rusland. Het staatsbedrijf is vooral bekend vanwege de wodka die het produceert. Het bedrijf heeft aandelen in meer dan 200 destilleerders in Rusland, heeft meer dan 45% van de Russische markt voor sterkedrank in handen en produceert 26% van alle wodka en wijn in het land. Het bedrijf wordt gezien als een van de minst efficiënte destilleerders van het land.
Eind november 2006 kondigde het bedrijf aan in reactie op het toegenomen gebruik van zelfgestookte wodka, dat het wodka op de markt zou gaan brengen onder de bedrijfsnaam Rosspirtprom, voor de adviesprijs van 65 roebel (ongeveer 1,90 euro) voor een halve liter fles.
Het bedrijf ontstond op 1 oktober 1923 als monopolist Gosspirt met het staatsrecht om als enige wijn en sterkedrank te verkopen. Pas op 7 juni 1992 gaf president Boris Jeltsin het recht op verkoop weer vrij. Dit leverde echter onmiddellijk een sterke stijging van de wodkaprijs op en het bijna bankroet gaan van het grootste deel van de wodkastokerijen van de Russische staat. Op 11 juni 1993 vaardigde Jeltsin daarom een nieuwe wet uit, waarin de situatie van de Sovjet-Unie weer werd hersteld: de overheid kreeg weer het monopolie over de productie, opslag, groothandel en eindverkoop van de alcoholproductie. Aan het einde van de chaotische jaren 90 kwamen er echter toch andere concurrenten op de markt, hetgeen de overheid in 2000 aanzette tot het opzetten van Rossirtprom voor strikte controle van de kwaliteit van de productie; vergroting van de inkomsten van de budgetten op alle niveaus; het tegengaan van illegale productie en de "schaduwachtige ontwikkeling" van de alcoholische productie.
In 2008 besloot premier Zoebkov tot het (wijd bekritiseerde) omzetten van Rosspirtprom naar een OAO die voor 100% in handen van de staat zou moeten komen om zo de bedrijfsvoering van het door grote schulden en problemen geteisterde bedrijf te verbeteren. Staatsbank VTB Bank verwierf de 11 wodkastokerijen van Rosspirtprom, maar verklaarde in april 2009 deze weer te willen verkopen aan geïnteresseerde kopers om van de schulden (5 miljard roebel ofwel ongeveer 115 miljoen euro) af te komen.